# Un garçon comme vous et moi
Un garçon comme vous et moi est un essai publié par Ivan Jablonka aux Éditions du Seuil en 2021.
Il se présente comme une « autobiographie de genre », l’auteur analysant l’éducation qu’il a reçue en tant que garçon dans les années 1980 et 1990.

## Thématique
Le livre étudie les « moments forts de la jeunesse de l'auteur, depuis sa naissance [en 1973] jusqu'à ses vingt ans environ ». Avec les outils de la socio-histoire, il étudie les différents groupes (famille, école, lycée, club de football) qui ont produit sa « garçonnité ». Comme sa socialisation ressemble à celle des autres garçons de sa génération, il n’est pas très différent d’eux, d’où le titre du livre.

## Exemples

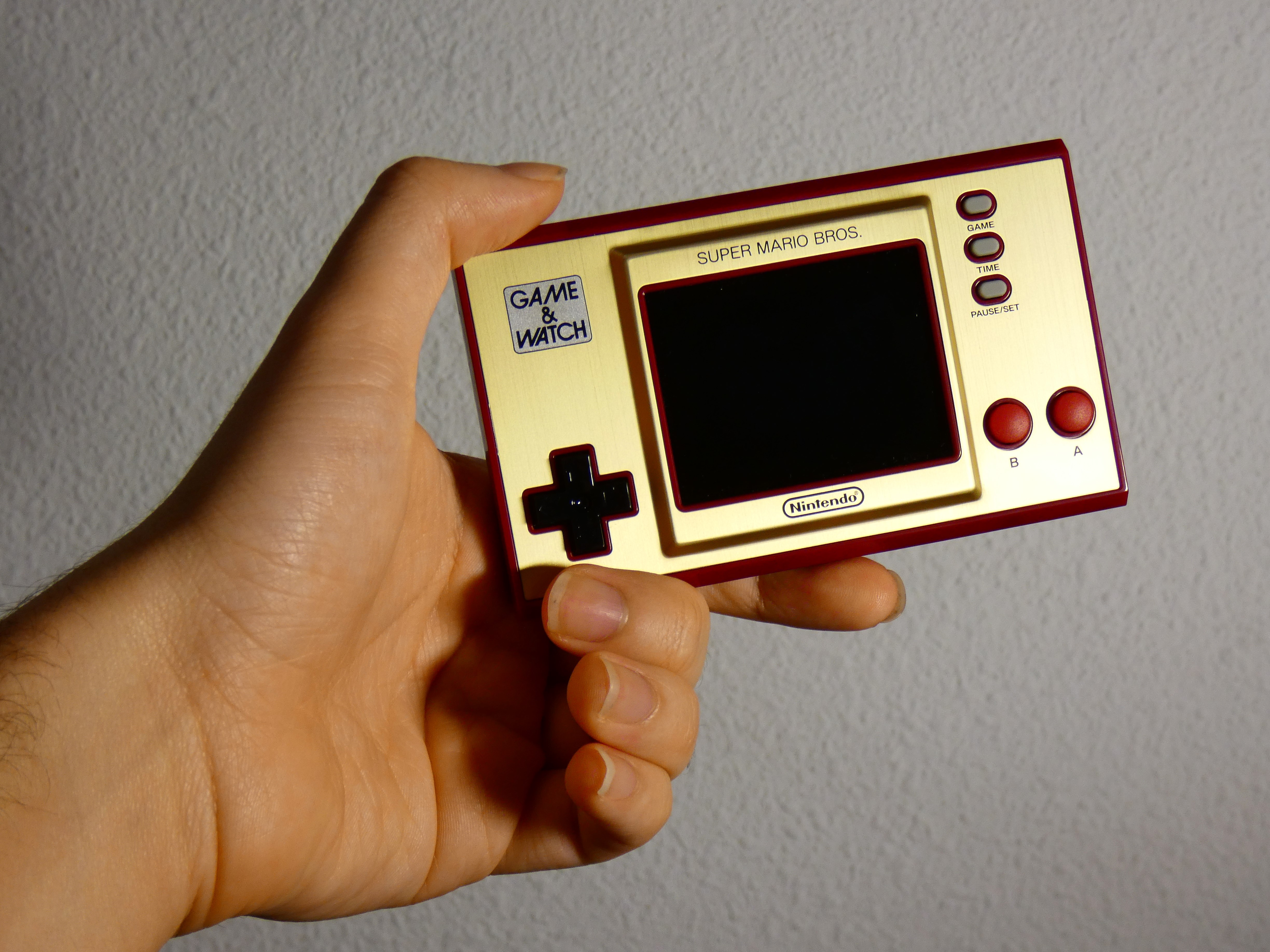
Console Game and Watch populaire auprès des garçons dans les années 80.

Parmi les rites de passage et les produits culturels qui ont construit la masculinité de l’auteur : 
- les figurines Playmobil et les premiers jeux vidéo[6], auquel l’enfant jouait assidûment.
- le dessin animé Goldorak diffusé dans l’émission Récré A2[7].
- la sélection scolaire, puisque sa sixième a donné plus tard « trois normaliens, deux polytechniciens, deux agrégés de lettres et un diplômé des Mines de Paris »[3].
- son service militaire effectué au 45° RT de Montélimar, au moment où le service national est suspendu par la loi du 28 octobre 1997[8] et juste avant la dissolution dudit régiment en 2000.

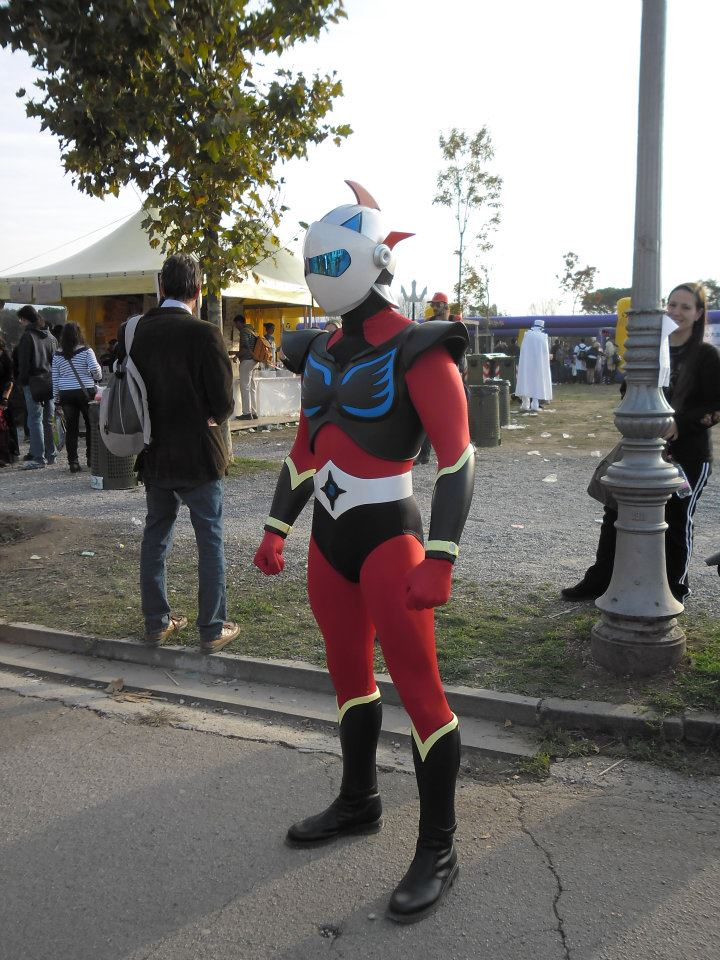
Actarus, pilote du robot Goldorak.

Le livre aborde également la question du suicide à travers celui d’amis de Jablonka, notamment le journaliste Yann Fronty décédé en 2012.

## Critiques
- Dans Le Figaro, Anthony Palou écrit : « On s’y retrouve. Il est dans le temps, il est dans l’espace. Et c’est sacrément bien. »[10].
- Dans Le Monde des livres, Camille Laurens écrit que Jablonka pose les « bases critiques de son enquête » et a « conscience de ses privilèges », mais elle regrette qu'il garde trop ses distances vis-à-vis de sa sexualité[11].
- Dans Le Masque et la Plume, Patricia Martin déclare que, « en tant que nana, je dirais que je l'ai lu avec énormément de plaisir et que c'est un livre qui fait du bien. »[12].
- Arnaud Viviant a critiqué l’absence de la dimension littéraire, même s'« il y a quelque chose d'intéressant, à savoir que "on ne naît pas homme, on le devient" (pour retourner la célèbre formule)[12].